# Гонконгский доллар
Гонко́нгский до́ллар (кит. 港元, пиньинь Gǎngyuán, палл. ган юань, англ. Hong Kong dollar) — денежная единица Специального административного района Гонконг Китайской Народной Республики. Буквенный код гонконгского доллара в стандарте ISO 4217 — HKD, цифровой — 344, Официальный символ — HK$. Применяется в межбанковских расчётах. По состоянию на апрель 2019 года гонконгский доллар был девятой наиболее торгуемой валютой в мире.
Валютный совет гонконгского доллара — Управление денежного обращения Гонконга. Банкноты номиналов 20 HK$, 50 HK$, 100 HK$, 500 HK$ и 1 000 HK$ печатаются лицензированными банками: The Hongkong and Shanghai Banking Corporation, Bank of China (Hong Kong) и Standard Chartered Bank (Hong Kong), а банкноты номинала 10 HK$ и все монеты выпускаются Правительством Гонконга.
Гонконгский доллар является одной из 18 свободных конвертируемых валют. Курс гонконгского доллара фиксированный с американским долларом в пределах от 1 US$ : 7,75 HK$ до 1 US$ : 7,85 HK$, также курс Патаки Макао фиксированный и соотносится с гонконгским долларом 1 HK$ = 1,03 MOP$.

## История
Согласно Основному закону Гонконга и Совместной китайско-британской декларации, за Гонконгом полностью оставлена автономия в сфере валютной политики. Денежные знаки Гонконга выпускаются правительством Гонконга (разменные монеты и банкноты в 10HK$) и тремя местными банками под надзором Управления денежного обращения Гонконга, выполняющего на деле функции центрального банка территории. В результате того, что дизайн банкнот всех трёх банков был изменён без изъятия старых банкнот из обращения, в настоящее время в обороте находятся до шести типов банкнот каждого номинала. При этом любой тип банкнот принимается без каких бы то ни было ограничений (исключение составляют некоторые торговые автоматы, которые по техническим причинам могут не принимать, например, десятидолларовые банкноты выпуска правительства Гонконга). Печать денежных знаков осуществляется компанией «Hong Kong Note Printing Limited». Наиболее частым обозначением гонконгского доллара является знак доллара ($), встречается вариант (HK$).

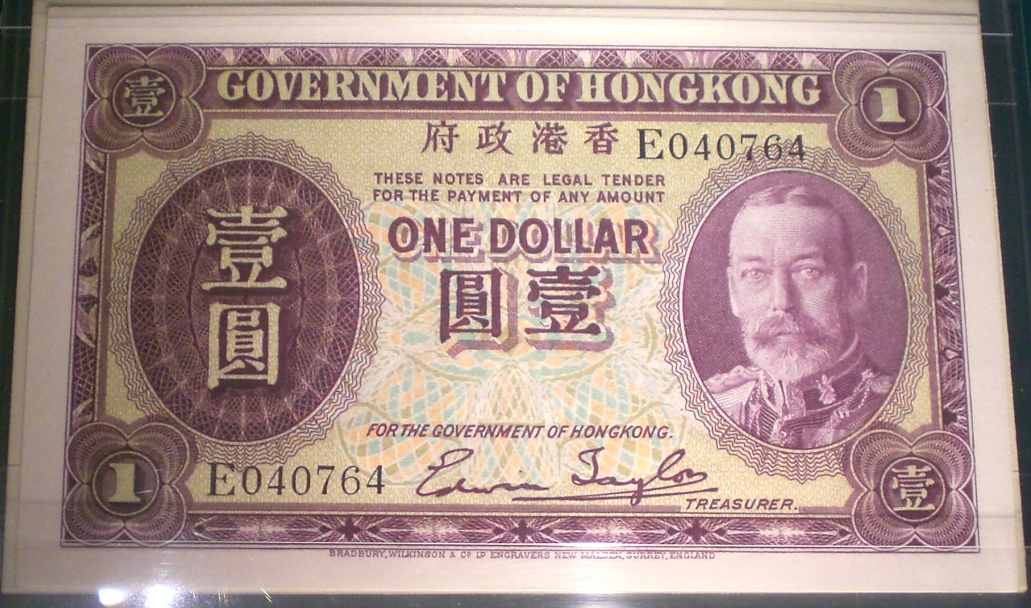
1 доллар 1935 г. эмиссии, выпущенный Правительством Гонконга.

Гонконгский доллар введён 2 февраля 1895 года с содержанием чистого серебра 24,2611 г. До середины 30-х годов XX века в Гонконге были в обращении также серебряные мексиканские доллары (как правило, в виде серебряной монеты с отверстием). На практике курс банкнот нередко отклонялся от стоимости металлических денег. Правительство колонии в 1935 начало выпуск казначейских билетов. В декабре 1935 был отменён серебряный стандарт и установлено твёрдое соотношение с фунтом стерлингов: 1 доллар = 15 пенсам.
С захватом Гонконга, Япония намеревалась ввести специальные деньги для этой колонии, но выпустила только временные денежные знаки. Для этого использовались 24 различных вида китайских банкнот, выпускавшиеся разными банками Китая в разные годы номиналом от 10 центов до 100 юаней. На банкнотах была проставлена надпечатка на английском «Hongkong Government», и на китайском «Временные денежные знаки для обращения по номиналу, указанному на аверсе. Надпечатано и выпущено в обращение Командующим Великими Экспедиционными Силами в Южном Китае, 17-й год Сёва (1941)».
В январе 1942 года оккупационной японской армией выпущены денежные знаки в военных иенах, обмен банкнот в гонконгских долларах на военные иены сначала по соотношению 2 доллара = 1 иене, затем 4 доллара = 1 иене был закончен к июню 1943 года. 1 июня 1943 года военная иена объявлена единственным законным платёжным средством в Гонконге, но население продолжало использовать гонконгские доллары. В сентябре 1945 года военные иены были заменены гонконгскими долларами в соотношении 100:1.
Эмиссия гонконгского доллара в основном осуществлялась частным банком с международным капиталом — The Hongkong and Shanghai Banking Corporation, а также частным английским банком Standard Chartered Bank (первоначально назывался Chartered Bank of India, Australia and China) и правительством колонии. Значительно меньше (по суммам и периодам) была эмиссия других банков: Агра и Юнайтед сервис банк, Банк Индостана, Китая и Японии, Национальный банк Китая, Восточная банковская корпорация и др.
С 1983 года гонконгский доллар привязан к американскому доллару.
После воссоединения с Китаем эмиссия банкнот осуществляется, кроме первых двух указанных банков, также Банком Китая (Гонконга).
В настоящее время в обращении находятся монеты: 10, 20, 50 гонконгских центов, 1, 2, 5, 10 гонконгских долларов; банкноты: 10, 20, 50, 100, 500 и 1000 гонконгских долларов. На конец 2015 года в обращении находилось HK$360 млрд, из них 61,1 % был выпущен The Hongkong and Shanghai Banking Corporation, 28,3 % — Bank of China(Hong Kong) Limited, 10,6 % — Standard Chartered Bank (Hong Kong) Limited.

## Монеты
До воссоединения Гонконга с Китаем на аверсе монеты изображался портрет монарха Великобритании; после воссоединения — цветок баухинии (символ Гонконга).
Реверс монет (номинал) до начала 1980-х гг. имел дизайн, напоминающий старые китайские монеты конца 19 века; с 1980-х и до настоящего времени используется новый дизайн с крупными цифрами.

## Банкноты
В настоящее время в обращении находятся банкноты серий 2003, 2010 и 2018 годов.

### Серия 2003 года
| Серия 2003 года                                                 | Серия 2003 года                                     | Серия 2003 года                                     | Серия 2003 года                                                     | Серия 2003 года                                     |
| Изображение                                                     | Номинал                                             | Описание                                            | Описание                                                            | Годы выпуска                                        |
| Изображение                                                     | Номинал                                             | Лицевая сторона                                     | Оборотная сторона                                                   | Годы выпуска                                        |
| Серия The Hongkong and Shanghai Banking Corporation             | Серия The Hongkong and Shanghai Banking Corporation | Серия The Hongkong and Shanghai Banking Corporation | Серия The Hongkong and Shanghai Banking Corporation                 | Серия The Hongkong and Shanghai Banking Corporation |
| --------------------------------------------------------------- | --------------------------------------------------- | --------------------------------------------------- | ------------------------------------------------------------------- | --------------------------------------------------- |
|                                                                 | 20 HK$                                              | Лев банка HSBC                                      | Виктория-Пик; Пик-трам                                              | 2003—2009                                           |
|                                                                 | 50 HK$                                              | Лев банка HSBC                                      | Монастырь По Линь                                                   | 2003—2009                                           |
|                                                                 | 100 HK$                                             | Лев банка HSBC                                      | Цинма мост                                                          | 2003—2009                                           |
|                                                                 | 500 HK$                                             | Лев банка HSBC                                      | Международный аэропорт Гонконг                                      | 2003—2009                                           |
|                                                                 | 1000 HK$                                            | Лев банка HSBC                                      | Гонконгский центр конференций и выставок; Бухта Виктория            | 2003—2009                                           |
| Серия Bank of China (Hong Kong)                                 |                                                     |                                                     |                                                                     |                                                     |
|                                                                 | 20 HK$                                              | Башня Банка Китая (Гонконг)                         | Виктория-Пик                                                        | 2003—2009                                           |
|                                                                 | 50 HK$                                              | Башня Банка Китая (Гонконг)                         | Чимсачёй: Гонконгский культурный центр и Музей космоса              | 2003—2009                                           |
|                                                                 | 100 HK$                                             | Башня Банка Китая (Гонконг)                         | Цинма мост                                                          | 2003—2009                                           |
|                                                                 | 500 HK$                                             | Башня Банка Китая (Гонконг)                         | Международный аэропорт Гонконг                                      | 2003—2009                                           |
|                                                                 | 1000 HK$                                            | Башня Банка Китая (Гонконг)                         | Ваньчай: Гонконгский центр конференций и выставок and Сентрал-плаза | 2003—2009                                           |
| Серия Standard Chartered Bank (Hong Kong)                       |                                                     |                                                     |                                                                     |                                                     |
|                                                                 | 20 HK$                                              | Чивэнь                                              | Фотография Гонконга 1850-х годов                                    | 2003—2009                                           |
|                                                                 | 50 HK$                                              | Биси                                                | Фотография Гонконга 1890-х годов                                    | 2003—2009                                           |
|                                                                 | 100 HK$                                             | Цилинь                                              | Фотография Гонконга 1930-х годов                                    | 2003—2009                                           |
|                                                                 | 500 HK$                                             | Китайский феникс                                    | Фотография Гонконга 1970-х годов                                    | 2003—2009                                           |
|                                                                 | 1000 HK$                                            | Китайский дракон                                    | Фотография Гонконга 2000-х годов                                    | 2003—2009                                           |
| Серия Government of the Hong Kong Special Administrative Region |                                                     |                                                     |                                                                     |                                                     |
|                                                                 | 10 HK$                                              | Геометрический дизайн                               | Домашняя лошадь                                                     | 2002—2005                                           |
|                                                                 | 10 HK$ (полимер)                                    | Геометрический дизайн                               | Домашняя лошадь                                                     | 2007—2024                                           |

### Серия 2010 года
| Серия 2010 года                                     | Серия 2010 года                                     | Серия 2010 года                                     | Серия 2010 года                                                | Серия 2010 года                                     |
| Изображение                                         | Номинал                                             | Описание                                            | Описание                                                       | Годы выпуска                                        |
| Изображение                                         | Номинал                                             | Лицевая сторона                                     | Оборотная сторона                                              | Годы выпуска                                        |
| Серия The Hongkong and Shanghai Banking Corporation | Серия The Hongkong and Shanghai Banking Corporation | Серия The Hongkong and Shanghai Banking Corporation | Серия The Hongkong and Shanghai Banking Corporation            | Серия The Hongkong and Shanghai Banking Corporation |
| --------------------------------------------------- | --------------------------------------------------- | --------------------------------------------------- | -------------------------------------------------------------- | --------------------------------------------------- |
|                                                     | 20 HK$                                              | Лев банка HSBC и Здание банка HSBC                  | Праздник середины осени                                        | 2010—2016                                           |
|                                                     | 50 HK$                                              | Лев банка HSBC и Здание банка HSBC                  | Праздник фонарей                                               | 2010—2016                                           |
|                                                     | 100 HK$                                             | Лев банка HSBC и Здание банка HSBC                  | День Передачи Гонконга КНР                                     | 2010—2016                                           |
|                                                     | 500 HK$                                             | Лев банка HSBC и Здание банка HSBC                  | Китайский Новый год                                            | 2010—2016                                           |
|                                                     | 1000 HK$                                            | Лев банка HSBC и Здание банка HSBC                  | Праздник драконьих лодок                                       | 2010—2016                                           |
| Серия Bank of China (Hong Kong)                     |                                                     |                                                     |                                                                |                                                     |
|                                                     | 20 HK$                                              | Башня Банка Китая (Гонконг)                         | Рипалс-Бей                                                     | 2010—2016                                           |
|                                                     | 50 HK$                                              | Башня Банка Китая (Гонконг)                         | Тайпоу                                                         | 2010—2016                                           |
|                                                     | 100 HK$                                             | Башня Банка Китая (Гонконг)                         | Львиная гора                                                   | 2010—2016                                           |
|                                                     | 500 HK$                                             | Башня Банка Китая (Гонконг)                         | Водохранилище на Высоком острове                               | 2010—2016                                           |
|                                                     | 1000 HK$                                            | Башня Банка Китая (Гонконг)                         | Бухта Виктория                                                 | 2010—2016                                           |
| Серия Standard Chartered Bank (Hong Kong)           |                                                     |                                                     |                                                                |                                                     |
|                                                     | 20 HK$                                              | Чивэнь                                              | Традиции и технологии: Абак и двоичный код                     | 2010—2016                                           |
|                                                     | 50 HK$                                              | Биси                                                | Традиции и технологии: Кодовый замок и свод                    | 2010—2016                                           |
|                                                     | 100 HK$                                             | Цилинь                                              | Традиции и технологии: Империя Сун и печатная плата            | 2010—2016                                           |
|                                                     | 500 HK$                                             | Китайский феникс                                    | Традиции и технологии: Лицо и биометрия                        | 2010—2016                                           |
|                                                     | 1000 HK$                                            | Китайский дракон                                    | Традиции и технологии: Монеты Империи Тан и интегральная схема | 2010—2016                                           |

### Серия 2018 года
| Серия 2018 года                                     | Серия 2018 года                                     | Серия 2018 года                                     | Серия 2018 года                                     | Серия 2018 года                                     |
| Изображение                                         | Номинал                                             | Описание                                            | Описание                                            | Годы выпуска                                        |
| Изображение                                         | Номинал                                             | Лицевая сторона                                     | Оборотная сторона                                   | Годы выпуска                                        |
| Серия The Hongkong and Shanghai Banking Corporation | Серия The Hongkong and Shanghai Banking Corporation | Серия The Hongkong and Shanghai Banking Corporation | Серия The Hongkong and Shanghai Banking Corporation | Серия The Hongkong and Shanghai Banking Corporation |
| --------------------------------------------------- | --------------------------------------------------- | --------------------------------------------------- | --------------------------------------------------- | --------------------------------------------------- |
|                                                     | 20 HK$                                              | Лев банка HSBC и Здание банка HSBC                  | Чайная культура                                     | 2018—2023                                           |
|                                                     | 50 HK$                                              | Лев банка HSBC и Здание банка HSBC                  | Бабочка и цветы                                     | 2018—2023                                           |
|                                                     | 100 HK$                                             | Лев банка HSBC и Здание банка HSBC                  | Кантонская опера                                    | 2018—2023                                           |
|                                                     | 500 HK$                                             | Лев банка HSBC и Здание банка HSBC                  | Гонконгский глобальный геопарк ЮНЕСКО               | 2018—2023                                           |
|                                                     | 1000 HK$                                            | Лев банка HSBC и Здание банка HSBC                  | Аэрофотосъемка Гонконга (финансового мегаполиса)    | 2018—2023                                           |
| Серия Bank of China (Hong Kong)                     |                                                     |                                                     |                                                     |                                                     |
|                                                     | 20 HK$                                              | Башня Банка Китая (Гонконг)                         | Чайная культура                                     | 2018—2023                                           |
|                                                     | 50 HK$                                              | Башня Банка Китая (Гонконг)                         | Бабочка и цветы                                     | 2018—2023                                           |
|                                                     | 100 HK$                                             | Башня Банка Китая (Гонконг)                         | Кантонская опера                                    | 2018—2023                                           |
|                                                     | 500 HK$                                             | Башня Банка Китая (Гонконг)                         | Гонконгский глобальный геопарк ЮНЕСКО               | 2018—2023                                           |
|                                                     | 1000 HK$                                            | Башня Банка Китая (Гонконг)                         | Голова в профиль, оцифрованный мозг, глобус         | 2018—2023                                           |
| Серия Standard Chartered Bank (Hong Kong)           |                                                     |                                                     |                                                     |                                                     |
|                                                     | 20 HK$                                              | Здание банка Standard Chartered (Гонконг)           | Чайная культура                                     | 2018—2023                                           |
|                                                     | 50 HK$                                              | Здание банка Standard Chartered (Гонконг)           | Бабочка и цветы                                     | 2018—2023                                           |
|                                                     | 100 HK$                                             | Здание банка Standard Chartered (Гонконг)           | Кантонская опера                                    | 2018—2023                                           |
|                                                     | 500 HK$                                             | Здание банка Standard Chartered (Гонконг)           | Гонконгский глобальный геопарк ЮНЕСКО               | 2018—2023                                           |
|                                                     | 1000 HK$                                            | Здание банка Standard Chartered (Гонконг)           | Небоскрёб Гонконга, состоящий из 0 и 1              | 2018—2023                                           |

## Режим валютного курса
В Гонконге используется режим Валютного совета, при котором курс гонконгского доллара может колебаться по отношению к доллару США (код ISO 4217 — USD) в пределах 7,75—7,85 гонконгских долларов за один доллар США.